# 竜神峡

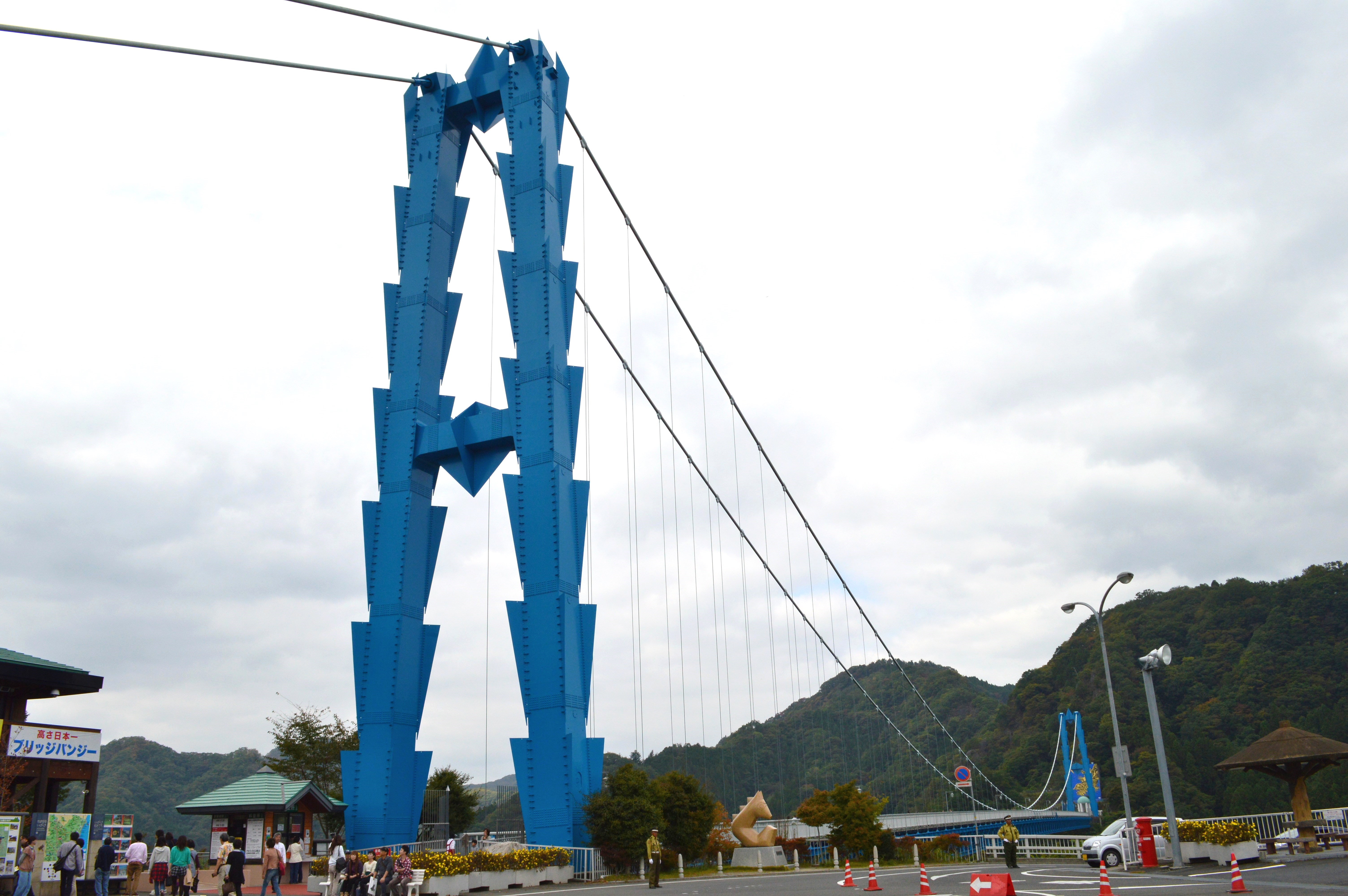
竜神大吊橋

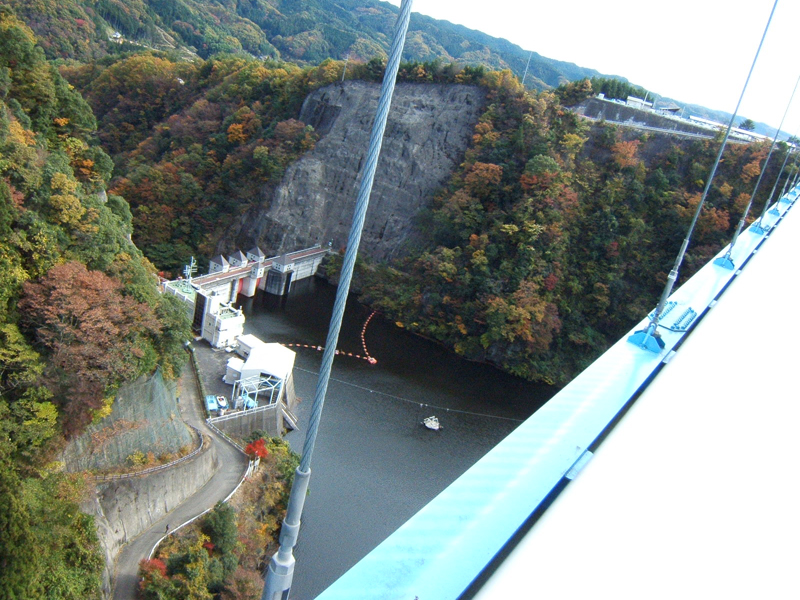
竜神ダムと竜神峡

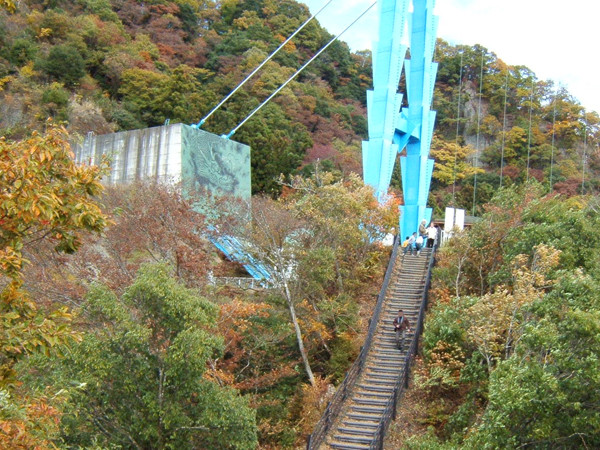
竜神大吊橋北岸側には100m下の湖面まで続く階段が設けられている。

竜神峡（りゅうじんきょう）は、茨城県常陸太田市、久慈郡大子町、常陸大宮市にまたがる、竜神川の浸食によって形成された峡谷。奥久慈県立自然公園に位置する。紅葉の名所である。

## 概要
常陸太田市内に位置する渓谷の下流部には竜神川をせき止めて作られた竜神ダムがあり、ダム湖の上には歩行者専用の吊橋である竜神大吊橋が架けられている。
ダム湖上流の渓谷には古い滝つぼが変化して生じた亀ヶ淵に代表される、無数の瀬や淵があり、流域には竜が棲んでいたという伝説なども伝わる。竜神大吊橋付近から亀ケ淵までは約4kmの自転車歩行者専用道路が設けられている。

## 竜神大吊橋
竜神大吊橋（りゅうじんおおつりばし）は、竜神峡に架かる観光用の歩行者専用有料橋である。
当時の水府村（現・常陸太田市）がふるさと創生事業の交付金を費用の一部に、約33億円の費用を投じて建造し、1994年4月28日に開通。橋の建設には政治家の梶山静六が尽力したとされる。トラスト補剛型式を採用し、全長は375mで、歩行者専用の吊橋としては2006年に大分県の九重"夢"大吊橋が完成するまでは日本一の長さであった。2007年以降も本州最長規模の橋であるとされていたが、2015年12月、静岡県三島市に主径間長が400mの箱根西麓・三島大吊橋（三島スカイウォーク）が完成したため、長さが本州一ではなくなったが、2016年8月現在、公式サイト上ではまだ「歩行者専用の橋としては本州一の長さ」という表記となっていた。
2025年3月、日本一長い歩行者用吊り橋は大阪府茨木市に完成した主径間長420mのいばきた大橋である。
ダム湖の湖面からの高さは約100mあり、橋の上からは阿武隈高地や八溝山地の山並みを見渡せる展望が広がる。橋を渡った対岸にはカリヨン施設が設けられている。
この大吊橋には交通用の通路としての機能がなく、大吊橋を渡った先の北岸側にはダム湖の湖面に下りるための階段と出口専用ゲートが設けられているものの、大吊橋のすぐ下流には茨城県道33号常陸太田大子線が走っているため、ダム湖の対岸に渡るために高低差100mの階段を上り下りしてこの大吊橋を利用する必要はない。また、ダム湖の北側から入場して渡橋することはできない。
渡橋者は架橋初年度には90万人だったが、10年目以降は25万人前後で推移した。さらに東日本大震災のあった2011年度の渡橋者は約12万6000人にまで減少した。
2014年3月からバンジージャンプ体験がスタート。日本最大級の高さからのバンジージャンプを売りにしており、テレビのバラエティ番組でも何度か使用されている。
バンジージャンプ体験がスタートしたことで集客は若干戻ったが、コロナ禍で2020年度の渡橋者は約14万人となった。
竜神峡は紅葉の名所として知られており、紅葉シーズンなどには橋の上からの展望を求める多くの利用者で賑わう。

## 竜神峡の画像

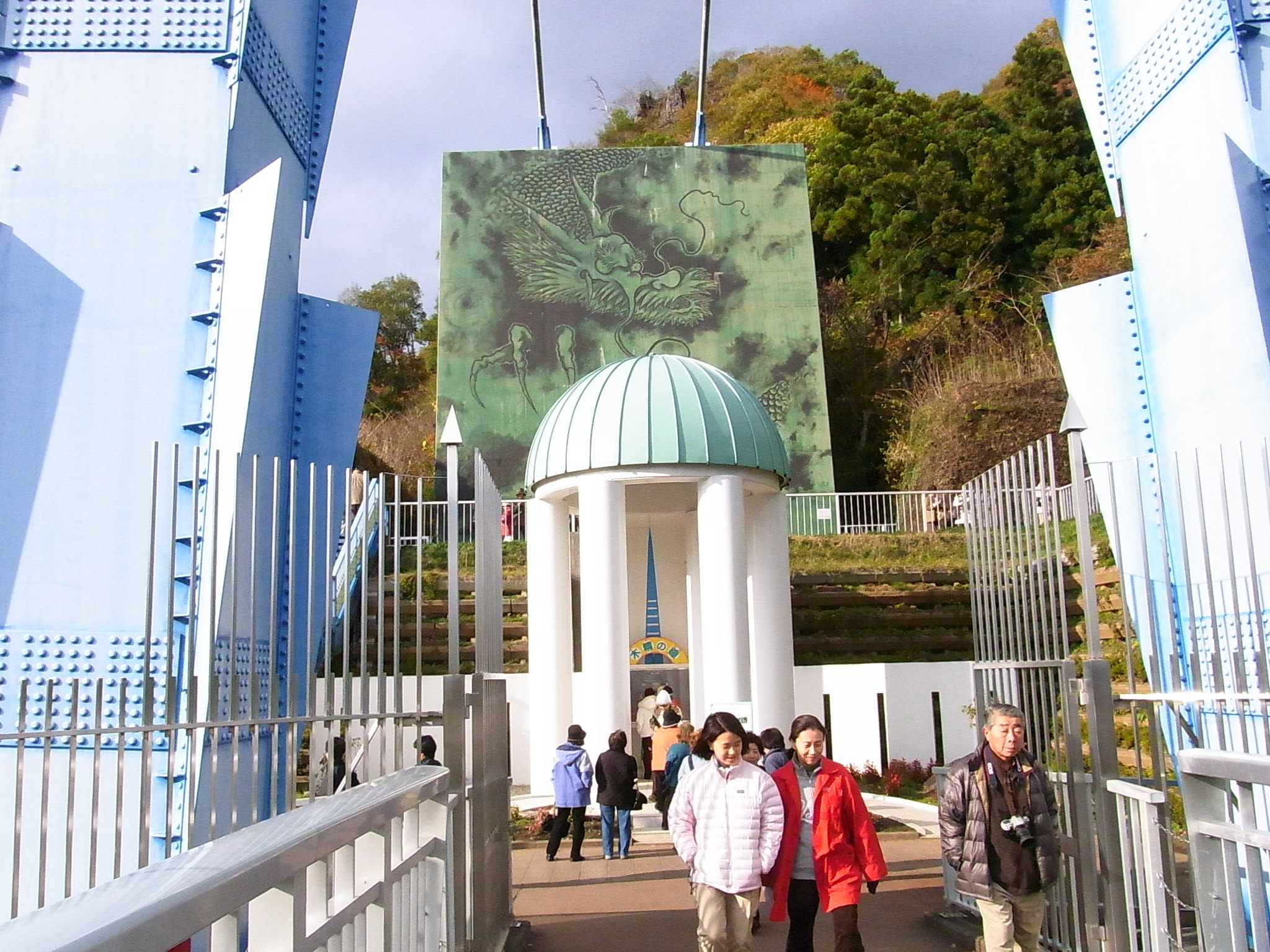
竜神大吊橋のシンボル「竜神カリヨン」（2009年11月20日撮影）
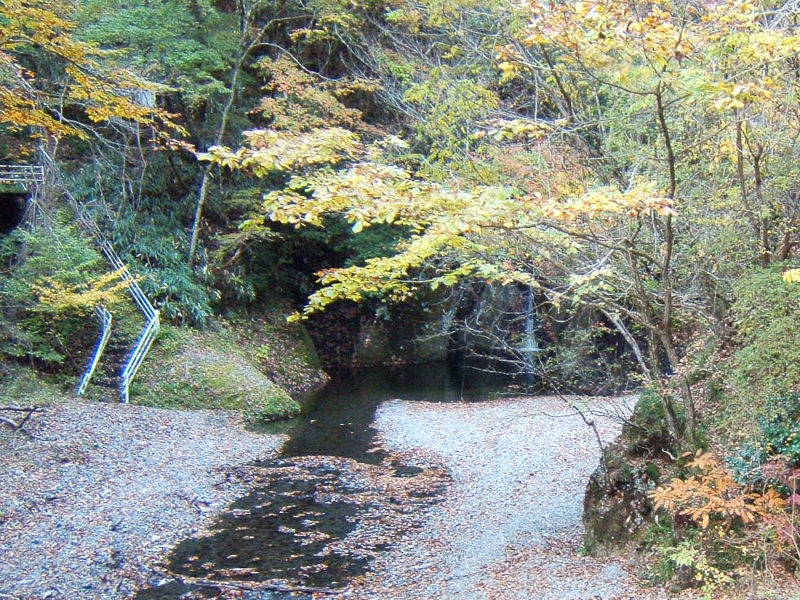
ダム湖上流4km先の渓谷にある亀ヶ淵。
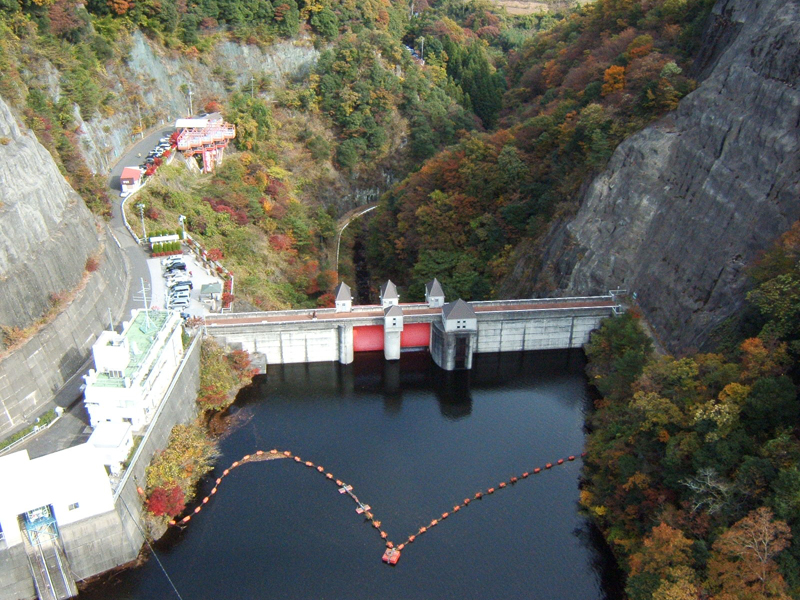
竜神大吊橋から竜神ダムを見下ろす。
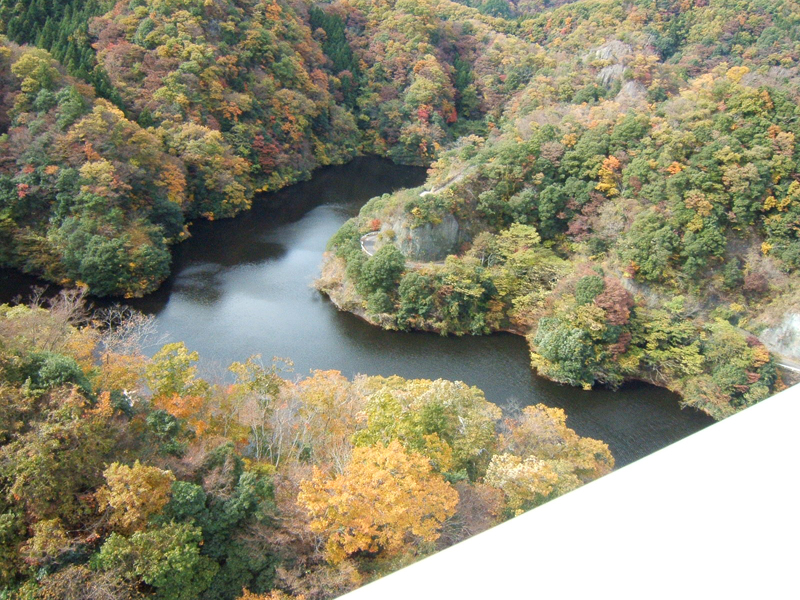
竜神ダムが形成する竜神湖。

## アクセス
水郡線の常陸太田駅からバスで約１時間。。

## 位置情報
- 北緯36度41分2秒 東経140度27分57秒 / 北緯36.68389度 東経140.46583度
- 竜神大吊橋 - 地理院地図
- 竜神大吊橋 - Google マップ